# Diana King
Diana King (ur. 8 listopada 1970 w Spanish Town) – jamajska wokalistka, wykonawczyni muzyki reggae i rhythm and blues.
W 1994 piosenkarka wzięła udział w nagraniu utworu Respect na potrzeby albumu rapera The Notorious B.I.G. zatytułowanego Ready to Die, podpisując następnie kontrakt z wytwórnią należącą do Sony Music. Pochodzący z jej pierwszej płyty Tougher Than Love i utrzymany w rytmach reggae singel Shy Guy doszedł do 13. miejsca listy Billboard Hot 100 i do 2. miejsca w notowaniach UK Singles Chart. Utwór ten pojawił się również w soundtracku z filmu Bad Boys. W 1997 wydała singel I Say A Little Prayer, będący coverem piosenki Dionne Warwick. W 2002 po kilkuletniej przerwie nagrała kolejny album pt. Respect.
Ze związku małżeńskiego ma syna. W 2012 ujawniła się jako lesbijka. W 2018 zawarła związek małżeński ze swoją partnerką.

## Dyskografia

### Albumy
- 1995 – Tougher Than Love
- 1996 – Tougher & Live
- 1997 – Think Like a Girl
- 2002 – Respect
- 201u – Warrior Gurl

### Single/EP
- 1994 – Shy Guy
- 1995 – Love Triangle
- 1997 – Ain't Nobody
- 1997 – I Say A Little Prayer
- 1997 – L-L-ies
- 1997 – Find My Way Back
- 1997 – When We Were Kings (z Brianem McKnightem)
- 1999 – Treat Her Like a Lady (z Céline Dion)
- 2002 – Summer Breezin
- 2006 – Yu Dun Kno
- 2011 – Closer
- 2012 – Jeanz N T-Shirt
- 2012 – Yu Dun Kno